# Кент, Чарльз
Чарльз Кент (англ. Charles Kent; 18 июня 1852 — 21 мая 1923) — британский и американский актёр и режиссёр немого кино. За время своей карьеры с 1908 про 1923 год снялся в 141 фильме. Также был режиссёром 36 фильмов в период с 1908 по 1913 год.
Родился в Лондоне, умер в Бруклине, Нью-Йорк.

## Избранная фильмография
- 1908 — Антоний и Клеопатра
- 1908 — Макбет
- 1908 — Ромео и Джульетта
- 1909 — Сон в летнюю ночь
- 1910 — Жан Матч-экраном
- 1911 — История двух городов
- 1914 — Очарование Флориды
- 1915 — Боевой клич мира
- 1916 — Алый бегун
- 1919 — Тонкий лед
- 1923 — Самка леопарда
- 1923 — Оборванные края
- 1923 — Фиолетовое шоссе (посмертный релиз)